# Phyllogryllus phlebodes
Phyllogryllus phlebodes är en insektsart som beskrevs av Otte, D. och Perez-gelabert 2009. Phyllogryllus phlebodes ingår i släktet Phyllogryllus och familjen syrsor. Inga underarter finns listade i Catalogue of Life.